# Poems: Sacred, Passionate, and Legendary
Poems: Sacred, Passionate, and Legendary – tom wierszy amerykańskiej poetki Mary E. Hewitt opublikowany w 1854 Nowym Jorku nakładem oficyny Lamport, Blakeman & Law. Zbiór ma 196 tron i zawiera sto kilkadziesiąt utworów. Obok oryginalnych wierszy poetki znalazły się też jej przekłady, między innymi z twórczości Wiktora Hugo. Tom otwiera poemat The Crucifixion. Książka jest najobszerniejszą edycją liryki Mary E. Hewitt.